# Minuskel 54
Minuskel 54 (in der Nummerierung nach Gregory-Aland), ε 445 (von Soden) ist eine griechische Minuskelhandschrift des Neuen Testaments. Das Manuskript ist durch sein Kolophon auf das Jahr 1337 oder 1338 datiert.

## Beschreibung
Der Kodex enthält den vollständigen Text der vier Evangelien auf 230 Pergamentblättern (16,3 cm × 12,4 cm). Er wurde einspaltig mit je 25–27 Zeilen geschrieben. Der Kodex enthält Prolegomena, Synaxarion, Menologion, Tabellen der κεφαλαια, τιτλοι, Lektionar-Markierungen, Unterschriften, und Ammonianische Abschnitte jedoch den Eusebischen Kanon fehlt.

## Text
Der griechische Text des Codex repräsentiert den Byzantinischen Texttyp und wird der Kategorie V zugeordnet. Die Handschrift ist eine Schwester oder nahe Verwandte von 109, Schwester, Mutter oder Tochter von 171, Mutter oder Großmutter von 47, 56, 58.

## Geschichte
Die Handschrift schön geschrieben durch Theodosius. John Mill und Richard Bentley verglichen sie.
Der Kodex befindet sich zurzeit in der Bodleian Library (Selden Supra 29) in Oxford.